# Leptosphaeria phlogis
Leptosphaeria phlogis är en svampart som beskrevs av Oudem. 1900. Leptosphaeria phlogis ingår i släktet Leptosphaeria och familjen Leptosphaeriaceae.   Inga underarter finns listade i Catalogue of Life.